# Hypsipetes nicobariensis
Hypsipetes nicobariensis é uma espécie de ave da família Pycnonotidae.
É endémica da Índia.
Os seus habitats naturais são: florestas subtropicais ou tropicais húmidas de baixa altitude, plantações , jardins rurais e áreas urbanas.
Está ameaçada por perda de habitat.